# Neisseria gonorrhoeae
Neisseria gonorrhoeae, denumit adesea și gonococ, este o specie de bacterie Gram-negativă izolată de către Albert Neisser în 1879. Este agentul etiologic al infecției cu transmitere sexuală denumită gonoree, dar și al altor boli infecțioase mai rare, precum artrita infecțioasă.